# Liste der Bodendenkmale in Lachendorf
In der Liste der Bodendenkmale in Lachendorf sind alle Bodendenkmale der niedersächsischen Gemeinde Lachendorf aufgelistet. Die Quelle ist der Denkmalatlas Niedersachsen. Der Stand der Liste ist der 15. Juni 2024.

## Allgemein
In den Spalten finden sich folgende Informationen des Bodendenkmales :
- Lage        : geographische Koordinaten
- Bezeichnung : Bezeichnung lt. Denkmalatlas
- Beschreibung: Beschreibung lt. Denkmalatlas
- ID          : Objekt-ID
- Bild        : Bild, ggf. zusätzlich mit Link zu weiteren Fotos im Medienarchiv Wikimedia Commons.

## Lachendorf
| Lage                         | Bezeichnung                     | Beschreibung | ID       | Bild |
| ---------------------------- | ------------------------------- | --- | -------- | ---- |
| 52° 36′ 49″ N, 10° 13′ 18″ O | Lachendorf 35, Immenwall/-zaun  | Anlage mit äußerem, ringförmigen Wall, Dm. ca. 50 m, Wall-Br. 3-4 m, H. bis 0,5 m. Im Inneren ein hufeisenförmiger, nach S hin offener Wall, Dm. ca. 9 m, Wall-Br. um. 2 m, H. 0,2 m. Es handelt sich vermutlich um einen Immenzaun und nicht um eine fortifikatorisch genutzte Anlage. Bis in das 20. Jh. hinein lag sie in einer ausgedehnten Heidefläche. Die tatsächliche Funktion ist aber nur durch eine nähere Untersuchung zu klären. | 28944406 | BW   |
| 52° 36′ 15″ N, 10° 14′ 25″ O | Lachendorf 46, Umwallung/Gehege | Dreifache, annähernd runde Wall-Graben Anlage. Dm. des äußeren Walles ca. 55 m, des mittleren ca. 35 m, des inneren 20 m. Br. der Wälle um 3 m, H. ca. 0,4 m. Außen umlaufend jeweils ein schmaler, flacher Materialentnahmegraben. Von N moderne (?) Zuwegung, dort sind die Wälle unterbrochen. Wahrscheinlich handelt es sich nicht um eine fortifikatorische Wallanlage, sondern um eine Umwallung landwirtschaftlicher Art. Möglicherweise wurde sie als Schafpferch genutzt, was aber erst durch eine nähere Untersuchung geklärt werden kann. Um 1780 erstreckten sich südlich von Lachendorf noch weite Heideflächen; um 1900 ist der Bereich, in dem sich die Anlage befindet, dann aufgeforstet. | 28926801 | BW   |

### Lachendorf 23
ID:31074405
Gruppe von drei in Nordnordwest-Südsüdost-Richtung aufgereihten Grabhügeln. Dm. 12,5–18,5 m; H. 0,5 m-1 m.

| Lage                        | Bezeichnung              | Beschreibung | ID       | Bild |
| --------------------------- | ------------------------ | --- | -------- | ---- |
| 52° 37′ 1″ N, 10° 13′ 37″ O | Lachendorf 23, Grabhügel | Runder Grabhügel im Durchmesser von ca. 19 Meter und einer Höhe von ca. 2 Meter. | 28947930 | BW   |
| 52° 37′ 1″ N, 10° 13′ 37″ O | Lachendorf 24, Grabhügel | Annähernd runder Grabhügel im Durchmesser von ca. 18 Meter und einer Höhe von ca. 1,6 Meter mit flacher Kuppenmulde.                                                                               | 28947929 | BW   |
| 52° 37′ 1″ N, 10° 13′ 36″ O | Lachendorf 25, Grabhügel | Runder Grabhügel im Durchmesser von ca. 18 Meter und einer Höhe von ca. 1,6 Meter mit alter, flacher Einkuhlung im Zentrum.                                                                        | 28930494 | BW   |
| 52° 37′ 1″ N, 10° 13′ 35″ O | Lachendorf 26, Grabhügel | Runder Grabhügel im Durchmesser von ca. 12 Meter und einer Höhe von ca. 0,8 Meter. Am Süd-Rand durch einen Waldpfad gestört.                                                                       | 28930932 | BW   |
| 52° 37′ 2″ N, 10° 13′ 33″ O | Lachendorf 27, Grabhügel | Runder Grabhügel im Durchmesser von ca. 12 Meter und einer Höhe von ca. 1 Meter, im nördlichen Bereich eine alte Holzrückspur.                                                                     | 28943465 | BW   |
| 52° 37′ 3″ N, 10° 13′ 34″ O | Lachendorf 28, Grabhügel | Annähernd runder Grabhügel im Durchmesser von ca. 13 Meter und einer Höhe von ca. 1,2 Meter. | 28943464 | BW   |
| 52° 37′ 4″ N, 10° 13′ 34″ O | Lachendorf 29, Grabhügel | Annähernd runder Grabhügel im Durchmesser von ca. 12 Meter und einer Höhe von ca. 1,2 Meter, Ränder fließend auslaufend. Über den Hügel verläuft ein Waldweg.                                      | 28943466 | BW   |
| 52° 37′ 4″ N, 10° 13′ 35″ O | Lachendorf 30, Grabhügel | Runder Grabhügel im Durchmesser von ca. 12 Meter und einer Höhe von ca. 0,8 Meter. Über den Hügel verläuft ein Waldweg.                                                                            | 28943467 | BW   |
| 52° 37′ 3″ N, 10° 13′ 37″ O | Lachendorf 31, Grabhügel | Annähernd runder Grabhügel im Durchmesser von ca. 18 Meter und einer Höhe von ca. 1,8 Meter, über den südlichen Rand verläuft eine Holzrückspur.                                                   | 28942540 | BW   |
| 52° 37′ 8″ N, 10° 13′ 41″ O | Lachendorf 32, Grabhügel | Annähernd runder Grabhügel im Durchmesser von ca. 22 Meter und einer Höhe von ca. 0,8 Meter. Abgeflachte, leicht eingesunkene Kuppe mit Einkuhlungen und kleineren Eingrabungen an der Oberfläche. | 28942631 | BW   |

### Lachendorf 52
ID:28944405
Grabhügelfeld mit ursprünglich 12 Hügeln, von denen zehn (FStNr. 23–32) noch erhalten sind, Dm. 11–20 m Dm., H. 0,5–1,1 m. Zwei nördlich gelegene Grabhügel (FStNr. 33, 34) waren offensichtlich bereits 1976 zerstört. In 1. Hälfte 19. Jh. wurde in einem Hügel neben Gefäßresten das Bruchstück eines Bronzeschwertes entdeckt. Mindestens sechs der Grabhügel ließ angeblich in den 80er Jahren des 19. Jh. Major Drewsen, Besitzer der Papierfabrik, öffnen. Über Funde ist nichts bekannt.

| Lage                        | Bezeichnung              | Beschreibung | ID       | Bild |
| --------------------------- | ------------------------ | --- | -------- | ---- |
| 52° 37′ 11″ N, 10° 13′ 9″ O | Lachendorf 52, Grabhügel | Grabhügel im Durchmesser von ca. 14 Meter und einer Höhe von ca. 1 Meter, Rand auslaufend. Am Nordwest-Rand eine über den Hügel verlaufende Fahrspur. | 31074431 | BW   |
| 52° 37′ 12″ N, 10° 13′ 9″ O | Lachendorf 53, Grabhügel | Runder Grabhügel im Durchmesser von ca. 18 Meter und einer Höhe von ca. 1,4 Meter.                                                                    | 31074749 | BW   |
| 52° 37′ 13″ N, 10° 13′ 9″ O | Lachendorf 54, Grabhügel | Runder Grabhügel im Durchmesser von ca. 13 Meter und einer Höhe von ca. 1,4 Meter.                                                                    | 31074768 | BW   |